# Eriocaulon adamesii
Eriocaulon adamesii är en gräsväxtart som beskrevs av Robert Desmond Meikle. Eriocaulon adamesii ingår i släktet Eriocaulon och familjen Eriocaulaceae. Inga underarter finns listade i Catalogue of Life.